# 史威德 (加利福尼亞州)
史威德（英語：Sveadal）是位於美國加利福尼亞州聖塔克拉拉縣的一個非建制地區。該地的面積和人口皆未知。

## 地理
史威德的座標為37°05′01″N 121°47′21″W / 37.08361°N 121.78917°W，而該地的平均海拔高度為314米（即1030英尺）。